# Peruanische Badmintonmeisterschaft 1972
Die Peruanische Badmintonmeisterschaft 1972 fand Ende November 1972 statt. Es war die fünfte Austragung der nationalen Titelkämpfe im Badminton in Peru.

## Finalergebnisse
| Disziplin    | Sieger                              | Finalist                        | Ergebnis          |
| ------------ | ----------------------------------- | ------------------------------- | ----------------- |
| Herreneinzel | Guillermo Zavala                    | Miguel Argüelles                | 15-9, 15-12       |
| Dameneinzel  | Ofelia de Telge                     | Josefina de Salazar             | 11-4, 11-3        |
| Herrendoppel | Alfredo Salazar Guillermo Zavala    | Miguel Argüelles H. Mainetio    | 15-8, 15-12       |
| Damendoppel  | Ofelia de Telge Patricia Woyke      | Josefina de Salazar Sara Pinedo | 12-15, 15-8, 15-9 |
| Mixed        | Alfredo Salazar Josefina de Salazar | Miguel Argüelles Sara Pinedo    | 15-9, 15-11       |